# Isaak Aguilà
Isaak Aguilà   (Sabadell, 1978) és un cantautor i instrumentista instal·lat a Rubí. Combina la seva vessant com a cantautor amb la docència com a professor de guitarra i docent de primària i secundària. Va debutar el 2018 amb el disc Després produït per Jordi Culell i estrenat al Teatre La Sala de Rubí. El 2019, va editar el senzill Allò que és bonic, un cant a la vida inspirat en l'obra L'home a la recerca del sentit de Viktor Frankl. El 2020, en ple confinament, va publicar Des de Casa, un treball introspectiu sobre tot allò que passava pel cap del músic durant el confinament pel Covid19. L'any 2022 publica Viatge d'anada i Tornada (La Catenària, 2022), sense dubte, el més personal de tots els seus treballs i va lligat musicalment i emocionalment al seu viatge d'anada i tornada a l'Empordà on hi va residir durant vuit anys. El desembre de 2023, publica Una sola veu (La Catenària 2023) per encàrrec del Departament de Salut de la Generalitat de Catalunya. La cançó va servir com a himne per a les Jornades de Salut del Camp de Tarragona celebrades l'1 de desembre de 2023.

## Obra
- Després (2018)
- Allò que és bonic (senzill, 2019)
- Des de Casa (2020)
- Viatge d'anada i tornada (2022)
- Una Sola Veu (senzill, 2023)